# Сан Донато Вал ди Комино
Сан Донато Вал ди Комино (итал. San Donato Val di Comino) је насеље у Италији у округу Фрозиноне, региону Лацио.
Према процени из 2011. у насељу је живело 1256 становника. Насеље се налази на надморској висини од 650 м.

## Географија
| Клима (Сан Донато Вал ди Комино) | Клима (Сан Донато Вал ди Комино) | Клима (Сан Донато Вал ди Комино) | Клима (Сан Донато Вал ди Комино) | Клима (Сан Донато Вал ди Комино) | Клима (Сан Донато Вал ди Комино) | Клима (Сан Донато Вал ди Комино) | Клима (Сан Донато Вал ди Комино) | Клима (Сан Донато Вал ди Комино) | Клима (Сан Донато Вал ди Комино) | Клима (Сан Донато Вал ди Комино) | Клима (Сан Донато Вал ди Комино) | Клима (Сан Донато Вал ди Комино) | Клима (Сан Донато Вал ди Комино) |
| Показатељ \ Месец                | .Јан.                            | .Феб.                            | .Мар.                            | .Апр.                            | .Мај.                            | .Јун.                            | .Јул.                            | .Авг.                            | .Сеп.                            | .Окт.                            | .Нов.                            | .Дец.                            | .Год.                            |
| -------------------------------- | -------------------------------- | -------------------------------- | -------------------------------- | -------------------------------- | -------------------------------- | -------------------------------- | -------------------------------- | -------------------------------- | -------------------------------- | -------------------------------- | -------------------------------- | -------------------------------- | -------------------------------- |
| Средњи максимум, °C (°F)         | 7 (45)                           | 8,9 (48)                         | 11,2 (52,2)                      | 14,8 (58,6)                      | 19,6 (67,3)                      | 23,8 (74,8)                      | 27,2 (81)                        | 27,4 (81,3)                      | 23,5 (74,3)                      | 18,0 (64,4)                      | 12,7 (54,9)                      | 8,8 (47,8)                       | 27,4 (81,3)                      |
| Средњи минимум, °C (°F)          | 0,3 (32,5)                       | 1,0 (33,8)                       | 2,9 (37,2)                       | 5,7 (42,3)                       | 9,5 (49,1)                       | 13,0 (55,4)                      | 15,2 (59,4)                      | 15,4 (59,7)                      | 12,8 (55)                        | 8,9 (48)                         | 5,3 (41,5)                       | 1,9 (35,4)                       | 0,3 (32,5)                       |
| [ тражи се извор ]               |                                  |                                  |                                  |                                  |                                  |                                  |                                  |                                  |                                  |                                  |                                  |                                  |                                  |

## Становништво
| 1931. | 1936. | 1951. | 1961. | 1971. | 1981. | 1991. | 2001. | 2011. |
| ----- | ----- | ----- | ----- | ----- | ----- | ----- | ----- | ----- |
| 4.994 | 4.591 | 4.255 | 3.256 | 2.618 | 2.408 | 2.316 | 2.192 | 2.122 |